# Antonios Naguib
Antonios Naguib (Arabisch: أنطونيوس الأول نجيب) (Minya, 18 maart 1935 – Caïro, 28 maart 2022) was een Egyptisch geestelijke en patriarch van de Koptisch-Katholieke Kerk, en een kardinaal van de Rooms-Katholieke Kerk.

## Geestelijke loopbaan
Naguib werd op 30 oktober 1960 tot priester gewijd. Op 26 juli 1977 werd hij benoemd tot bisschop van het bisdom Minya. Zijn bisschopswijding vond plaats op 9 september 1977. Op 29 september 2002 ging hij om gezondheidsredenen met emeritaat.
Op 30 maart 2006 werd Naguib door de synode van de Koptisch-Katholieke Kerk gekozen als patriarch van Alexandrië. Hij was de opvolger van Stéphanos II Ghattas, die op dezelfde dag om leeftijdsredenen met emeritaat was gegaan. De keuze van de synode werd op 7 april 2006 bevestigd door paus Benedictus XVI.
Tijdens het consistorie van 20 november 2010 werd Naguib door paus Benedictus XVI kardinaal gecreëerd. Hij kreeg - zoals gebruikelijk voor oosters-katholieke patriarchen, als gevolg van het motu proprio Ad purpuratorum patrum collegium - de rang van kardinaal-bisschop zonder toekenning van een suburbicair bisdom. Hij nam deel aan het conclaaf van 2013, dat leidde tot de verkiezing van paus Franciscus.
Op 31 december 2011 werd Naguib getroffen door een hersenbloeding, als gevolg waarvan hij gedeeltelijk verlamd raakte en spraakproblemen kreeg. Op 15 januari 2013 ging hij met emeritaat. Hij werd als patriarch opgevolgd door Ibrahim Isaac Sidrak.
Antonius Naguib overleed na een langdurig ziekbed in een ziekenhuis in Caïro. Hij werd 87 jaar oud.
- Gemeinsame Normdatei: 1147163782
- Istituto Centrale per il Catalogo Unico: TO0V593185
- Virtual International Authority File: 6445151248003344270008
- WorldCat: E39PBJpV3XCppvdWK6BmKwgHYP